# جبال أوكير

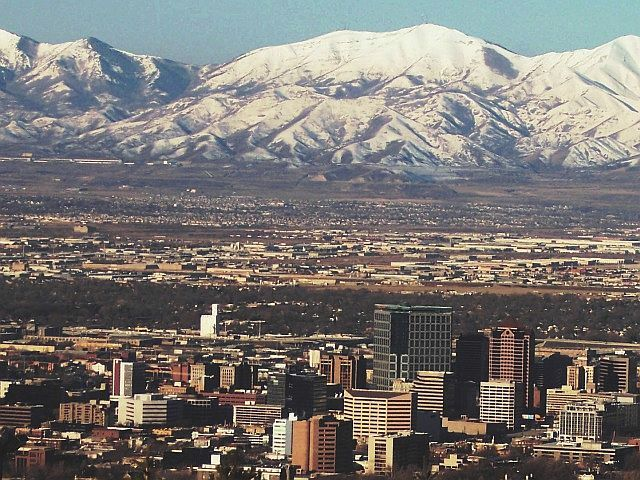
جبال أوكير من فوق وسط مدينة SLC ، 2006

تمتد سلسة جبال أوكير بين الشمال والجنوب لحوالي 30 ميلا (50   كم) إلى الجانب الغربي من وادي بحيرة يوتا ، ويفصله عن وادي ازاي. و يمتد نطاقها من شمال غرب مقاطعة يوتا – وشرق مركز مقاطعة تويلي ، إلى الشاطئ الجنوبي لبحيرة الملح العظمى .ويصل أعلى ارتفاع سطح قمة جبل يوتا إلى 10,620   قدم (3237 م). وقد استوحي اسم أكوير Oquirrh من Goshute كلمة تعني «جلسة الخشب.» 
تم التنقيب عن الذهب والفضة والرصاص من جبال أكوير والتي اشتهرت باستخراج النحاس ، كموطن لايداع النحاس الاحمر السماقي في منجم كانيون بنجهام والذي يعد من أكبر مناجم الحفر المفتوحة في العالم. كما رأينا من مدينة بحيرة الملح ، فإن منظر يسيطر عليه المواد الصخرية النازحة المعروفة باسم( الثقليات او الطوافي ) والتي تم استخراجها من منجم كينيكوت وفي نهاية الطرف الشمالي من منجم كينوكوت الذي ينقي تركيز الخام من المنجم إلى معادن مفيدة كما يمكن ملاحظة المخلفات الملونة الداكنة من تصفية المعادن السابقة من خلال الطريق السريع المجاور، وتم تقدير المعادن المستخرجة بنسبة , ، 1.80. وقدرت قيمة المعادن المأخوذة من النطاق بأكثر بكثير من القيمة المجمعة لتلك التي تم أخذها في اندفاعات الذهب والفضة في كاليفورنيا ونيفادا وكلوندايك بشكل مسبق.
تصبح جبال أكوير في أشهر الشتاء موطنا لعدد صغير من النسور الصلعاء ، والتي يمكن العثور عليها غالبًا في المنحدرات الصخرية على الجانب الغربي من النطاق وصولاً إلى الخزان قريبة من بلدة ستوكتون .
يحتوي النطاق على العديد من الأخاديد والغابات الكثيفة، والتي تتكون بشكل رئيسي من الصنوبريات والأسبن. المنطقة هي أيضا موطن لازدهار مجموعات من الفراشات والغزلان والأسود الجبلية والسناجب. ويعد وادي الشوكة الصفراء ووباترفيلد كانيون من أكثر الوديان شعبية حيث يشتهر وادي الشوكة الصفراء بأنه موطن مسور للعديد من التجمعات التي تديرها مقاطعة بحيرة الملح . اما مقاطعة باترفيلد كانيون فإنها تحتوي على طريق ممهد (باستثناء ربع ميل على جانب تولي الذي يتم الحفاظ عليه بشكل جيد من الأوساخ) الذي يربط تولي و هيرمان . اما طريق باترفيلد كانيون فترتفع قمته بحوالي 9,180   قدم فوق مستوى سطح البحر.اما في الليل فتعد منطقة قلب الوادي منطقة خطرة حيث تنتقل قطعان كبيرة من الغزلان إلى الأراضي الزراعية بحثا عن الطعام .

يتميز الطرف الشمالي من سلسلة الجبال بقمة تعرف باسم قمة جبل فارن ورث والتي تضم تقريبًا جميع أجهزة إرسال محطة سالت ليك FM ومحطة التلفزيون . كما تستخدم الذروة للاتصالات في حالات الطوارئ (مثل الشرطة ، والحرائق، ونظم الإدارة البيئية ). ويمتلك العديد من الشركات المحلية ومشغلي الراديو الهواة أجهزة إرسال على قمة جبل فارن ورث . 